# Фріц Фрайтаг
Фріц Фрайтаг (нім. Fritz Freitag: 28 квітня 1894, м. Алленштайн, Східна Пруссія — 11 травня 1945, Санкт-Андре) — німецький військовий діяч, бригадефюрер СС, генерал-майор військ СС і поліції. Кавалер Лицарського хреста Залізного хреста (30 вересня 1944).

## Життєпис
Учасник Першої світової війни. З 1920 року на службі в поліції. З приходом Гітлера до влади в 1933 році вступив до Націонал-Соціалістичної Німецької Робочої Партії (1 травня 1933; партійний квиток № 3 052 501), з 1 вересня 1940 — у лавах СС (службове посвідчення № 393 266). В 1936 займався забезпеченням безпеки під час проведення Олімпійських ігор в Берліні.
Під час Другої світової війни служив при штабі 8-ї кавалерійської дивізії «Флоріан Гайєр». З середини 1943 року почав ознайомлюватися зі справами дивізії Ваффен СС «Галичина», обіймаючи ранг полковника. Відтак був висланий на спеціальні курси дивізійних командирів, після чого отримав генеральське звання.

### Командир дивізії «Галичина»
20 листопада 1943 р. призначений командиром дивізії Ваффен СС «Галичина». Командував дивізією в бою під Бродами влітку 1944 року. Дивізія потрапила в оточення — в цей період Фрейтаг показав свою недостатню компетентність, в зв'язку з чим був відсторонений від командування і прикомандирований до штабу 13-го корпусу. Незважаючи на це, коли дивізія вийшла з оточення і була спрямована на відпочинок в Нойхаммер, Фрейтаг знову був призначений її командиром (з 5 вересня 1944). Більш того, 30 вересня 1944 року він став єдиним військовослужбовцям цієї дивізії, нагородженим Лицарським хрестом Залізного хреста[джерело?].
У тій скрутній фронтовій ситуації, в якій опинився весь XIII армійський корпус, Фрайтаг, втративши зв'язок з розкиданими по фронті окремими частинами дивізії, відмовився від командування дивізією, — втік з поля бою[відсутнє в джерелі]. Після бою критикував українців як поганих вояків, які зіпсували йому кар'єру[джерело?]. Однак, після розмови з німецькими офіцерами, повністю змінив свою думку про українських підлеглих. До кінця війни продовжував командувати дивізією, навіть після створення УНА.
За одними відомостями, "популярністю серед підлеглих йому українців не користувався через суворий і дратівливий характер (російський історик Костянтин Залеський передбачає, що «деяка неврівноваженість і поганий характер» Фрайтага могли бути пов'язані з наслідками поранення, отриманого в Першу світову війну)". Бандерівець Кость Паньківський, який не мав жодного стосунку до військової справи, дав йому таку коротку характеристику: «Як людина — холодний, непривітний, як військовий — нуль». За іншими джерелами (історик Роман Пономаренко) - українці, зокрема, офіцери, ставилися до нього цілком лояльно "через належні командирські і управлінські якості"[джерело?].
24 квітня 1945 року запасний полк дивізії і ряд інших підрозділів прийняли присягу на вірність УНА і дивізію було перейменовано в 1-шу українську дивізію Української Національної Армії. Фрайтаг важко пережив капітуляцію Німеччини і 10 травня 1945 покінчив життя самогубством в розташуванні дивізії в селі Санкт-Андре, біля Тамсвега, Австрія[джерело?].

## Звання

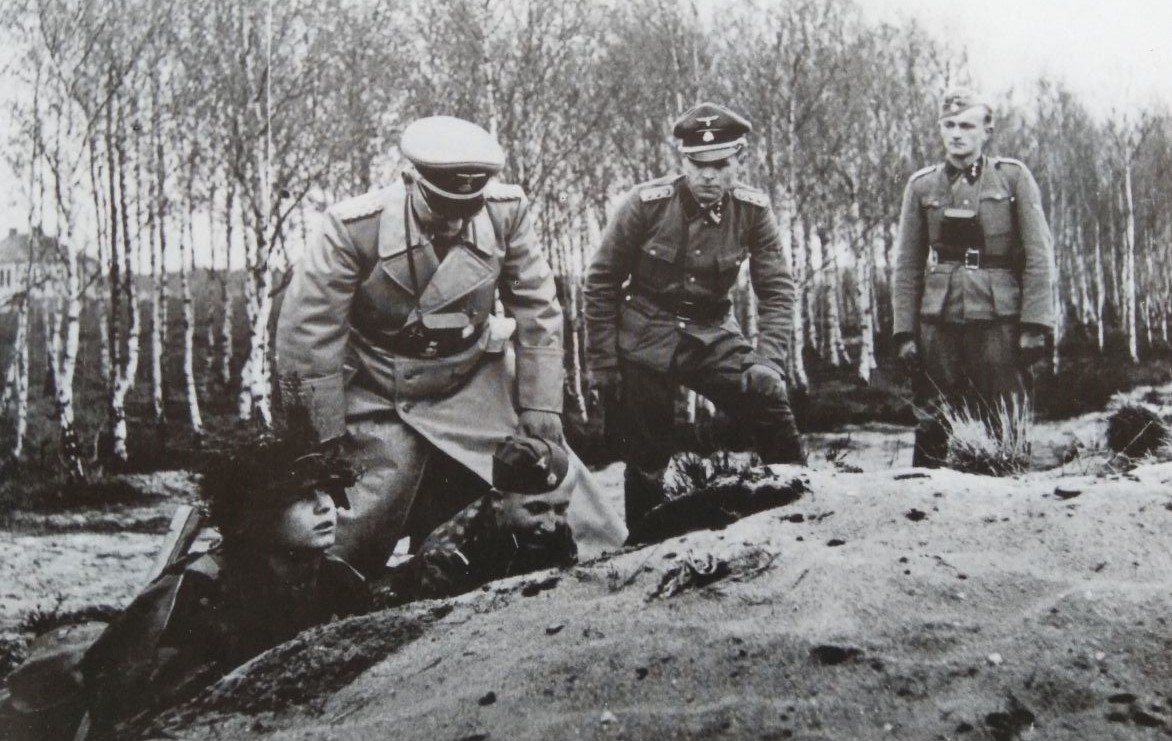
Стоять зліва направо: Фріц Фрайтаг, Михайло Бригідер, Любомир Ортинський.
Нойгамер, травень 1944 рік

- Однорічний доброволець (1 квітня 1914)
- Лейтенант резерву (6 листопада 1915)
- Обер-лейтенант охоронної поліції (20 липня 1921)
- Гауптман охоронної поліції (1 грудня 1923)
- Майор охоронної поліції (1 липня 1934)
- Оберст-лейтенант охоронної поліції (20 квітня 1939)
- Манн СС (1 вересня 1940)
- Оберштурмбаннфюрер СС (1 вересня 1940)
- Штандартенфюрер військ СС (20 квітня 1942)
- Оберст охоронної поліції (24 квітня 1943)
- Оберфюрер військ СС (6 вересня 1943)
- Бригадефюрер СС, генерал-майор військ СС і поліції (20 квітня 1944)

## Посади
- У 1941 був начальником оперативного відділу Командного штабу рейхсфюрера СС, з 1941 воював на радянсько-німецькому фронті.
- З 9 серпня 1941 по 8 вересня 1941 служив в 1-ї мотопіхотній бригаді СС.
- З 13 вересня 1941 (або з 15 грудня 1941) по 8 липня 1942 — командир 2-го поліцейського полку СС.
- З 2 вересня 1942 по 4 січня 1943 знов займав цю посаду.
- З 15 лютого 1943 по 20 квітня 1943 — командир 8-ї кавалерійської дивізії СС «Флоріан Гайер».
- З 17 квітня по 1 червня 1943 — командир 2-ї мотопіхотної бригади СС
- З 18 серпня (наказ від 25 серпня) по 20 жовтня 1943 — командир 4-ї поліцейської танково-гренадерської дивізії СС.
- З 20 листопада 1943 по 10 травня 1945 — командир 14-ї гренадерської дивізії військ СС «Галичина».

## Нагороди бригадефюрера СС Фрайтага

### Перша світова війна
- Залізний хрест 2-го і 1-го класу
- Хрест «За військові заслуги» (Австро-Угорщина) 3-го класу з військовою відзнакою (1917)
- Лицарський хрест королівського ордена дому Гогенцоллернів з мечами (4 червня 1918)
- Нагрудний знак «За поранення» в сріблі

### Міжвоєнний період
- Почесний хрест ветерана війни з мечами
- Німецький Олімпійський знак 2-го класу (1936)

### Друга світова війна
- Почесна шпага рейхсфюрера СС
- Кільце «Мертва голова»
- Йольський свічник
- Застібка до Залізного хреста
  - 2-го класу (5 лютого 1942)
  - 1-го класу (6 березня 1942)
- Хрест Воєнних заслуг 2-го класу с мечами
- Медаль «За зимову кампанію на Сході 1941/1942»
- Німецький хрест в золоті (30 квітня 1943)
- Нагрудний знак «За поранення» в золоті (11 серпня 1944)
- Лицарський хрест Залізного хреста (30 вересня 1944)
- Медаль «За вислугу років у поліції» 3-го, 2-го і 1-го ступеня (25 років; 1945)